# Hoplitis ctenophora
Hoplitis ctenophora là một loài Hymenoptera trong họ Megachilidae. Loài này được Benoist mô tả khoa học năm 1934.